# Śniechowscy herbu Bełty

herb Bełty

Śniechowscy – polski ród szlachecki pieczętujący się herbem Bełty, którego pochodzenie dotychczas nie zostało gruntownie zbadane.
Kasper Niesiecki twierdził, iż Śniechowscy mają wspólne pochodzenie z Chochorowskimi i wiedział, iż żyją w Podgórzu pod Sączem (w powiecie sądeckim). Inni genealodzy wskazują Śniechy na zachód od Sierpca jako gniazdo, od którego Śniechowscy wzięli nazwisko.
W zaborze austriackim wylegitymowali się ze szlachectwa:
- Józef, Mikołaj, Jan i Józef Śniechowscy w 1782 r. przed Halickim Sądem Grodzkim,
- Tomasz Śniechowski w 1805 r. przed Wydziałem Stanów we Lwowie.

Od I połowy XVIII w. do II wojny światowej jedna z linii rodu Śniechowskich zamieszkiwała w powiecie tłumackim. Z kolei na przełomie XIX i XX w. inne, znane linie rodu Śniechowskich zamieszkiwały na Wołyniu oraz w okolicach Płocka.